# Longarone
Longarone je město ležící v severoitalské provincii Belluno na břehu Piavy, 35 km od Belluna. Žije zde přibližně 5 000 obyvatel.
Město smutně proslavila tragédie z roku 1963, kdy je zničila a téměř zcela vyhladila tsunami vyvolaná sesuvem svahu Monte Toc do přehrady Vajont, pod jejíž hrází město leží. Zemřelo 1 909 obyvatel. Longarone muselo být znovu vybudováno a dosídleno.

## Galerie

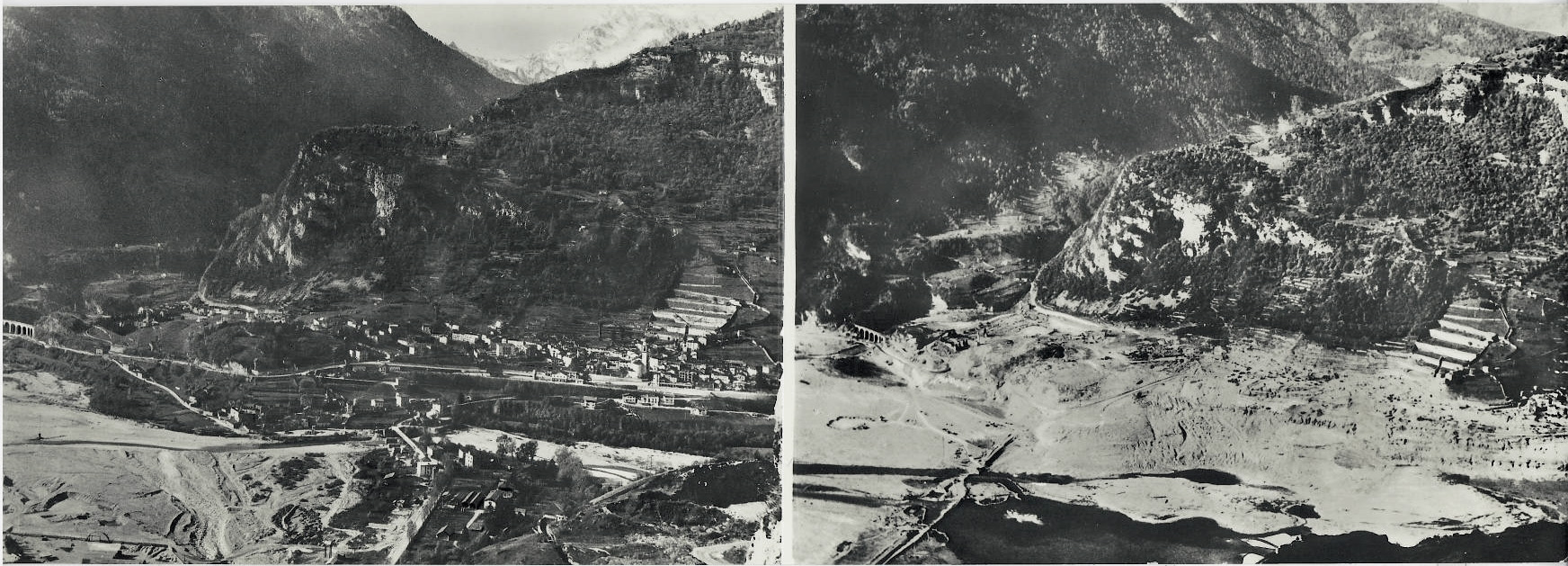
Longarone před a po katastrofě
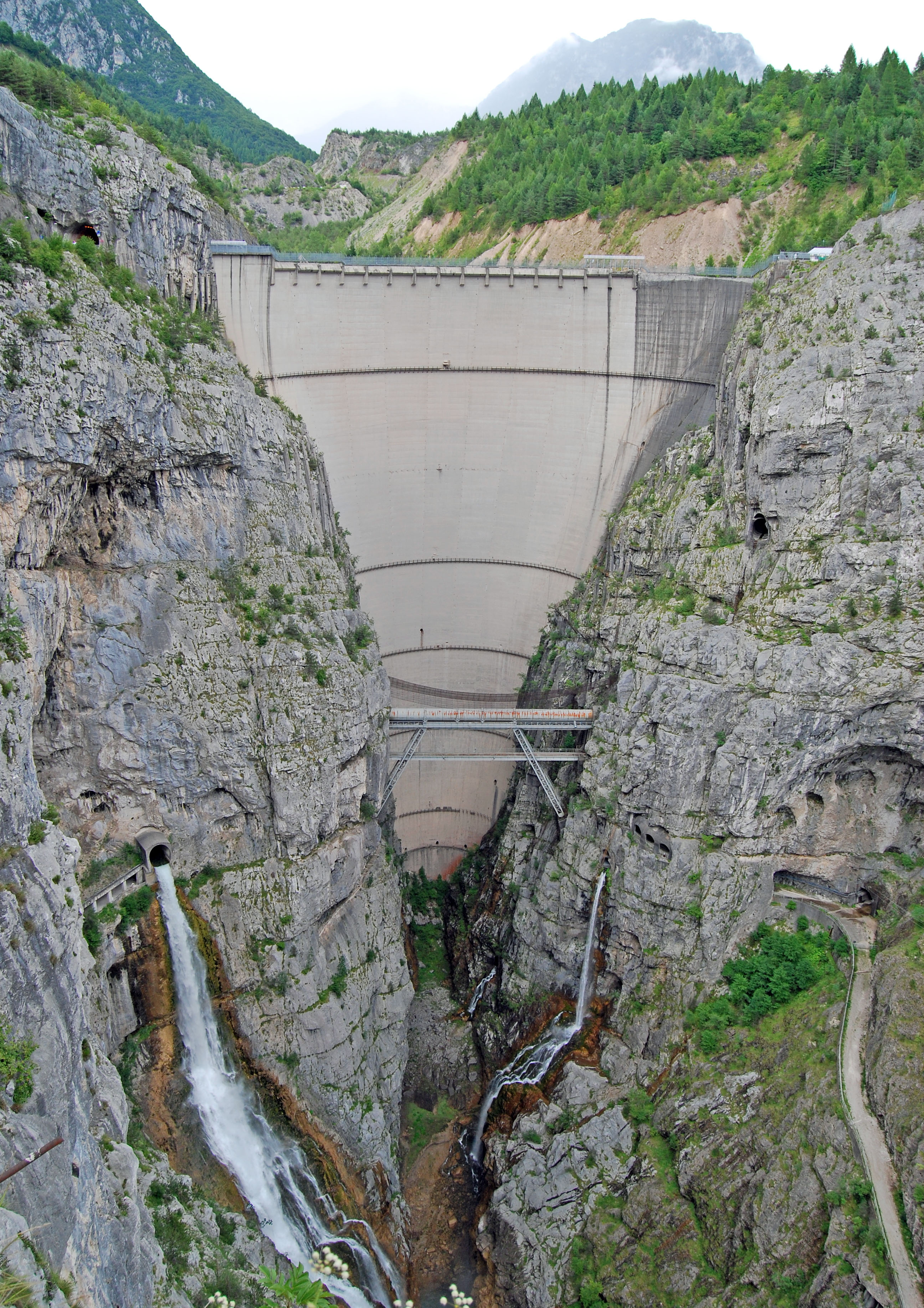
Přehrada Vajont
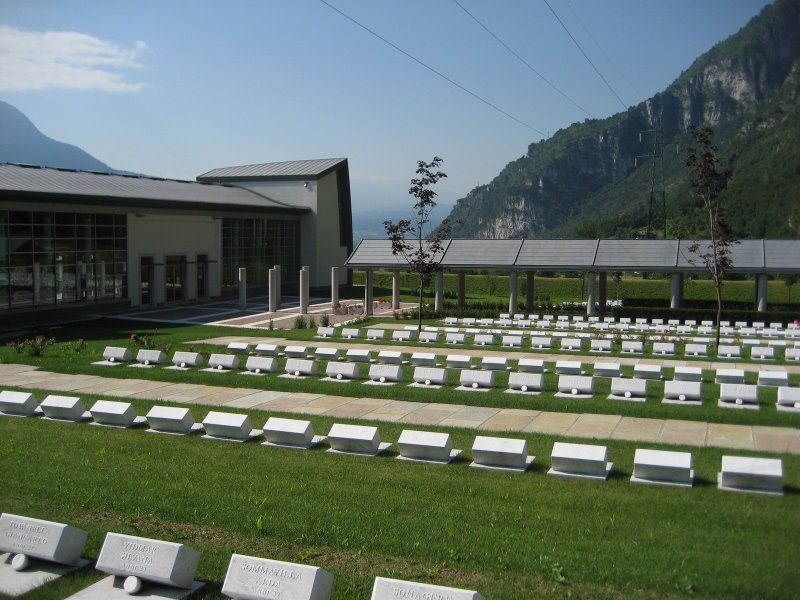
Hřbitov pro oběti tragédie
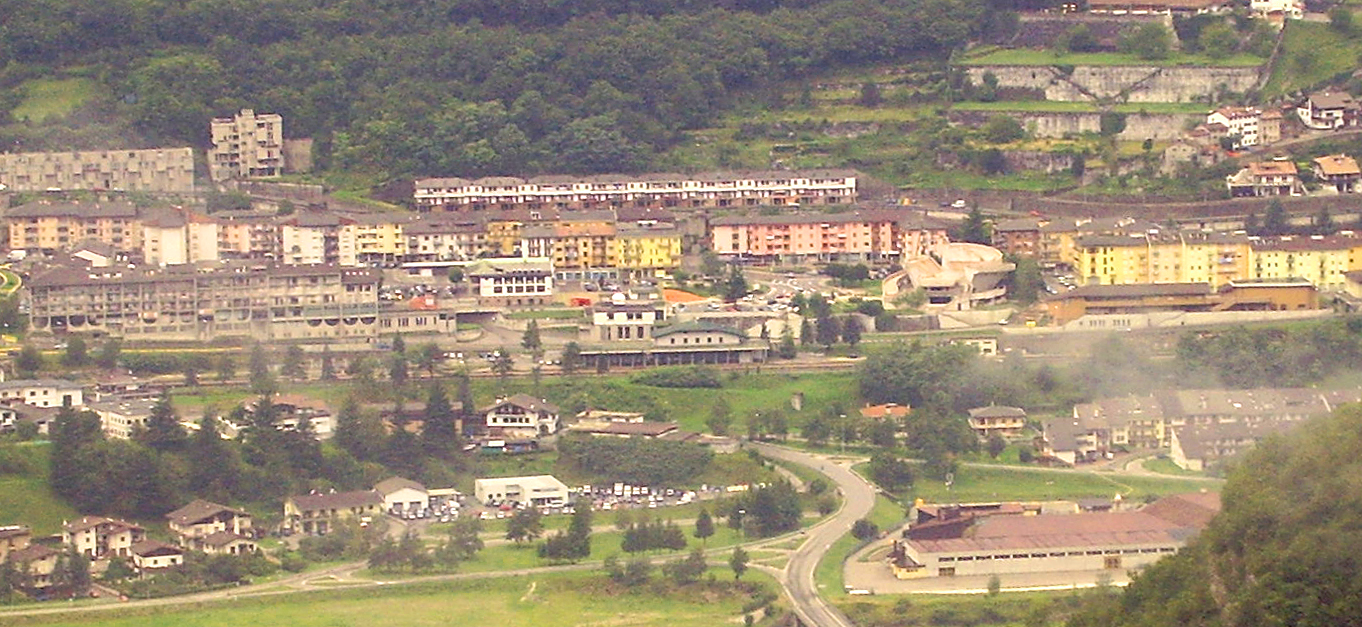
Pohled na město